# Monticello (Minnesota)
Monticello is een plaats (city) in de Amerikaanse staat Minnesota, en valt bestuurlijk gezien onder Wright County.

## Demografie
Bij de volkstelling in 2000 werd het aantal inwoners vastgesteld op 7868.
In 2006 is het aantal inwoners door het United States Census Bureau geschat op 11.414, een stijging van 3546 (45,1%).

## Geografie
Volgens het United States Census Bureau beslaat de plaats een oppervlakte van
16,1 km², geheel bestaande uit land. Monticello ligt op ongeveer 282 m boven zeeniveau.

## Plaatsen in de nabije omgeving
De onderstaande figuur toont nabijgelegen plaatsen in een straal van 16 km rond Monticello.